# Wilho Rewell
Wilho Rewell, född 13 april 1871 i Björneborgs landskommun, död 12 juni 1951 i Björneborg, var en finländsk borgmästare.
Rewell, som var son till arbetsförman  Wilhelm Revell och Amalia Palomaa, blev student vid Björneborgs privatlyceum 1888, avlade rättsexamen vid Helsingfors universitet 1906 och blev vicehäradshövding 1910. Han var borgmästare i Björneborgs stad 1919–1941. Han ingick 1895 äktenskap med Hilma Aurora Hakanen.